# 哈维尔·佩雷斯·德奎利亚尔
哈维尔·佩雷斯·德奎利亚尔·德拉格拉KCMG（西班牙語：[xaˈβjeɾ ˈperez ðe ˈkweʝaɾ]，1920年1月19日—2020年3月4日），為秘魯外交官和政治人物，曾任秘鲁部长会议主席、联合国第五任秘书长等職務，於2020年3月4日在利馬逝世。

## 生平
哈維爾·裴瑞茲·德奎利亞爾於1920年1月19日出生在秘鲁首都利馬，他出生於來自庫埃利亞爾的西班牙家庭。

### 外交生涯
他於1940年进入秘鲁外交部工作，於1944年轉任外交官，隨後前往秘魯駐法國大使館擔任秘書，並在法國結識其首任妻子伊薇特·羅伯茨（Yvette Roberts），1960年至1964年擔任外交部法律和人事司、行政司、礼宾司和政务司长，1964年至1966年任秘鲁驻瑞士大使和驻奥地利公使，1966年至1969年任外交部秘书长和外事办公室秘书长，1969年至1971年任驻苏联大使兼驻波兰大使。
1971年至1975年任秘魯常驻联合国代表和安理会代表。1975年9月18日，被任命為賽普勒斯特別代表直至1977年，於1975年10月29日在賽普勒斯與第二任妻子（1933年8月14日－2013年7月3日）結婚，1978年至1979年任驻委内瑞拉大使。

### 聯合國秘書長
他於1979年至1981年擔任联合国特别政务副秘书长，1982年1月1日就任联合国秘书长，期間調解了英國和阿根廷因福克蘭戰爭產生的衝突、參與納米比亞的獨立談判及賽普勒斯問題等事件。1995年4月参加秘鲁总统竞选，2000年11月23日上任秘鲁部长会议主席（总理）兼外交部长，任期至2001年7月25日。
2020年3月4日在其位於利馬聖伊西德羅的家中逝世，享嵩壽100歲。

## 所获勋奖
在其职业生涯中，佩雷斯·德奎利亚尔曾获25个国家授勋。
- 1987年10月，他因促进拉丁美洲的合作而获阿斯图里亚斯亲王奖。
- 1988年8月，获尼赫鲁促进国际理解奖，
- 1988年9月，获拉美记协的1988年银舟奖，
- 1989年1月，他获奥洛夫·帕尔梅纪念基金会颁发的奥洛夫·帕尔梅促进国际了解与共同安全奖。
- 1991年12月，获英国女王伊丽莎白二世授予的圣迈克尔和圣乔治勋章。
- 1992年1月24日，秘鲁全国和平委员会授予他名誉主席称号。